# Robert Allison
Pour les articles homonymes, voir Allison.
Robert Allison, né vers 1679 et mort en 1699, est un boucanier, corsaire et pirate.

## Biographie
Allison navigue sur son sloop non armé de 25 hommes et 18 tonneaux jusqu'à Port Morant, en Jamaïque, à la fin de 1679, pour rencontrer ses collègues capitaines John Coxon, Bartholomew Sharp, Thomas Magott et Cornelius Essex. La guerre franco-néerlandaise ayant pris fin l'année précédente, Coxon avait pour mission uniquement de couper du bois de camp, mais il falsifie sa mission pour apparaître comme une commission de corsaire contre les Espagnols. En janvier suivant, la flotte se dirige vers Puerto Bello et, rejoignant les boucaniers français Jean Rose et Jean Bernanos en cours de route, tombe sur la ville en février. Allison commande l'unité « Forlorn » (avant-garde) qui met en déroute les défenseurs espagnols.
Allison est envoyé pour rappeler les corsaires restants, dont l'apparition opportune arrête une contre-attaque espagnole et aide aussitôt à capturer un navire espagnol qui approche. Les boucaniers passent des jours à piller la ville ; malgré son pillage complet par Henry Morgan seulement 12 ans plus tôt, ils obtiennent suffisamment de butins pour partager 100 pièces de huit par homme.
La flotte de boucaniers navigue ensuite jusqu'à Bocas del Toro pour se remettre en état. Elle y est rejointe par Richard Sawkins, et, entre autres, Peter Harris. Après le départ du contingent français en avril, le reste choisit de marcher par voie terrestre pour attaquer la ville de Panama. William Dampier, Lionel Wafer et Basil Ringrose sont présents et enregistreront les événements ultérieurs dans des journaux et des livres qu'ils publieront à leur retour. Magott et Allison tombent malades et restent sur leurs navires. Les boucaniers en marche s'organisent avec des drapeaux propres à chaque capitaine ; certains des hommes d'Allison et de Magott marchent avec Coxon.
Allison passe les années 1680 à New York. De là, il organise des expéditions en Jamaïque où il fait passer des marchandises en contrebande vers et depuis le Honduras et le Yucatán. Il s'oppose à la révolution lancée par Jacob Leisler, qui sera bientôt exécuté pour trahison.
En 1697, il est enregistré comme subrécargue du Fortune commandé par Thomas Mostyn qui fait escale au poste de traite des pirates d'Adam Baldridge à Madagascar. Baldridge a témoigné plus tard.
Le Fortune est saisie à son retour à New York. Son voyage a été utilisé comme preuve contre le gouverneur Benjamin Fletcher qui est alors démis de ses fonctions pour complicité avec des pirates.
En octobre 1698, la Compagnie d'Écosse emploie Allison comme pilote pour ses navires approchant du Darién pour y établir une colonie. Les colons arrivent en novembre pour établir la colonie. Allison reste avec eux jusqu'en février 1699, date à laquelle il repart comme subrécargue à bord de l'un de leurs navires qui retourne en Jamaïque pour se ravitailler. La colonie est anéantie en l'espace d'un an par la maladie et les troupes espagnoles. Après cette date il disparait des récits historiques.